# Tour de Suisse 2011
75. edycja wyścigu kolarskiego Tour de Suisse odbyła się od 11 czerwca do 19 czerwca 2011 roku. Trasa tego wieloetapowego wyścigu liczyła dziewięć etapów, o łącznym dystansie 1245 km. Wyścig zaliczany był do rankingu światowego UCI World Tour 2011. 
Zwyciężył kolarz amerykański startujący w ekipie Team RadioShack Levi Leipheimer, drugi był Włoch Damiano Cunego, a trzeci Holender Steven Kruijswijk.

## Uczestnicy
Na starcie wyścigu stanęło 20 ekip. Wśród nich były wszystkie osiemnaście ekip UCI World Tour 2011 oraz dwie inne zaproszone przez organizatorów. 
W wyścigu startowało trzech polskich kolarzy: z nr startowym 26. Jarosław Marycz z Saxo Bank Sungard (zajął 116. miejsce), ze 122. Maciej Bodnar z Liquigas-Cannondale (108. na mecie) i z nr 195. Bartosz Huzarski z Team NetApp (67. w końcowej klasyfikacji).
Lista drużyn uczestniczących w wyścigu:
| Numery | Kod | Drużyna            |
| ------ | --- | ------------------ |
| 1-8    | LEO | Team Leopard-Trek  |
| 11-18  | THR | HTC - Highroad     |
| 21-28  | SBS | Saxo Bank Sungard  |
| 31-38  | RSH | Team RadioShack    |
| 41-48  | OLO | Omega Pharma-Lotto |
| 51-58  | LAM | Lampre ISD         |
| 61-68  | BMC | BMC Racing Team    |
| 71-78  | RAB | Rabobank           |
| 81-88  | GRM | Garmin-Cervelo     |
| 91-98  | KAT | Team Katusha       |

| Numery  | Kod | Drużyna                 |
| ------- | --- | ----------------------- |
| 101-108 | SKY | Sky Procycling          |
| 111-118 | MOV | Team Movistar           |
| 121-128 | LIQ | Liquigas-Cannondale     |
| 131-138 | AST | Pro Team Astana         |
| 141-148 | EUS | Euskaltel-Euskadi       |
| 151-158 | QST | Quick Step Cicling Team |
| 161-168 | ALM | AG2R-La Mondiale        |
| 171-178 | VCD | Vacansoleil-DCM         |
| 181-188 | TT1 | Team Type 1             |
| 191-198 | APP | Team NetApp             |

## Etapy
| Etap | Data       | Start - Meta                   | km    | Typ                            | Zwycięzca etapu   | Lider             |
| ---- | ---------- | ------------------------------ | ----- | ------------------------------ | ----------------- | ----------------- |
| 1    | 11 czerwca | Lugano                         | 7,3   | ITT Jazda indywidualna na czas | Fabian Cancellara | Fabian Cancellara |
| 2.   | 12 czerwca | Airolo – Crans-Montana         | 147,8 | Górski                         | Mauricio Soler    | Mauricio Soler    |
| 3.   | 13 czerwca | Brig-Glis – Grindelwald        | 107,6 | Górski                         | Peter Sagan       | Damiano Cunego    |
| 4.   | 14 czerwca | Grindelwald - Huttwil          | 198,4 | Pagórkowaty                    | Thor Hushovd      | Damiano Cunego    |
| 5.   | 15 czerwca | Huttwil - Tobel-Tägerschen     | 204,2 | Pagórkowaty                    | Borut Božič       | Damiano Cunego    |
| 6.   | 16 czerwca | Tobel-Tägerschen - Triesenberg | 157,7 | Górski                         | Steven Kruijswijk | Damiano Cunego    |
| 7.   | 17 czerwca | Vaduz - Serfaus                | 222,8 | Górski                         | Thomas De Gendt   | Damiano Cunego    |
| 8.   | 18 czerwca | Tübach – Schaffhausen          | 167,3 | Pagórkowaty                    | Peter Sagan       | Damiano Cunego    |
| 9.   | 19 czerwca | Schaffhausen                   | 32,1  | ITT Jazda indywidualna na czas | Fabian Cancellara | Levi Leipheimer   |

## Liderzy klasyfikacji po etapach
| Etap                 | Zwycięzca            | Klasyfikacja generalna | Klasyfikacja górska | Klasyfikacja punktowa | Klasyfikacja sprinterska | Klasyfikacja górska |
| -------------------- | -------------------- | ---------------------- | ------------------- | --------------------- | ------------------------ | ------------------- |
| 1                    | Fabian Cancellara    | Fabian Cancellara      | –                   | Fabian Cancellara     | –                        | Leopard Trek        |
| 2                    | Mauricio Soler       | Mauricio Soler         | Matti Breschel      | Tejay van Garderen    | Lloyd Mondory            | Rabobank            |
| 3                    | Peter Sagan          | Damiano Cunego         | Laurens ten Dam     | Peter Sagan           | Lloyd Mondory            | Rabobank            |
| 4                    | Thor Hushovd         | Damiano Cunego         | Laurens ten Dam     | Peter Sagan           | Lloyd Mondory            | Rabobank            |
| 5                    | Borut Božič          | Damiano Cunego         | Laurens ten Dam     | Peter Sagan           | Lloyd Mondory            | Rabobank            |
| 6                    | Steven Kruijswijk    | Damiano Cunego         | Laurens ten Dam     | Peter Sagan           | Lloyd Mondory            | Rabobank            |
| 7                    | Thomas De Gendt      | Damiano Cunego         | Andy Schleck        | Peter Sagan           | Lloyd Mondory            | Leopard Trek        |
| 8                    | Peter Sagan          | Damiano Cunego         | Andy Schleck        | Peter Sagan           | Lloyd Mondory            | Leopard Trek        |
| 9                    | Fabian Cancellara    | Levi Leipheimer        | Andy Schleck        | Peter Sagan           | Lloyd Mondory            | Leopard Trek        |
| Klasyfikacja końcowa | Klasyfikacja końcowa | Levi Leipheimer        | Andy Schleck        | Peter Sagan           | Lloyd Mondory            | Leopard Trek        |

## Końcowa klasyfikacja generalna
| M-ce | Imię i nazwisko   | Drużyna           | Czas        |
| ---- | ----------------- | ----------------- | ----------- |
| 1.   | Levi Leipheimer   | Team RadioShack   | 31h 45' 02" |
| 2.   | Damiano Cunego    | Lampre ISD        | + 4"        |
| 3.   | Steven Kruijswijk | Rabobank          | + 1' 02"    |
| 4.   | Jakob Fuglsang    | Team Leopard-Trek | + 1' 10"    |
| 5.   | Bauke Mollema     | Rabobank          | + 2' 05"    |
| 6.   | Mathias Frank     | BMC Racing Team   | + 2' 24"    |
| 7.   | Fränk Schleck     | Team Leopard-Trek | + 2' 35"    |
| 8.   | Laurens ten Dam   | Rabobank          | + 4' 14"    |
| 9.   | Tom Danielson     | Garmin-Cervelo    | + 4' 22"    |
| 10.  | Maxime Monfort    | Team Leopard-Trek | + 4' 31"    |